# Marilyn Nonken
Marilyn Nonken est une pianiste américaine. Elle a été l’élève de David Burge à la Eastman School of Music. Elle détient un doctorat à l’université Columbia.
Spécialisée dans le répertoire contemporain (elle a enregistré une intégrale de Tristan Murail), elle compte Olivier Messiaen, Morton Feldman, Milton Babbitt, Michael Finnissy, Brian Ferneyhough, Alvin Lucier, Luigi Dallapiccola, Ruth Crawford Seeger, Drew Baker parmi les compositeurs qu’elle interprète.